# Edward Kmiecik
Edward Władysław Kmiecik (ur. 5 sierpnia 1928 w Czortkowie na Podolu, zm. 13 listopada 2013) – polski artysta.

## Życiorys
Studiował w Państwowej Wyższej Szkole Sztuk Plastycznych we Wrocławiu, m.in. u takich profesorów jak: Eugeniusz Geppert, Emil Krcha, Stanisław Pękalski czy Stanisław Dawski. W 1956 roku uzyskał dyplom na wydziale ceramiki i szkła w specjalności – szkło. Wcześniej odbywał praktyki w hutach szkła w Szklarskiej Porębie, Piechowicach, Zawierciu i hucie „Irena” w Inowrocławiu. Pracę dyplomową wykonał w hucie „Violetta” w Stroniu Śląskim, gdzie też później pracował jako projektant wzorów i modeli. Po studiach mieszkał przez pewien czas w Kłodzku. Pracował tam jako nauczyciel rysunków, wykonywał reklamy, zaprojektował wnętrza kilku restauracji i kawiarni w Kłodzku, Polanicy-Zdroju i w Kudowie-Zdroju. Jeszcze jako student trzeciego roku z rekomendacji ówczesnego rektora prof. Stanisława Drawskiego rozpoczął współpracę z wrocławskim dziennikiem „Słowo Polskie”. Rysował wówczas liczne portrety i karykatury znanych aktorów, muzyków, piosenkarzy czy sportowców.
W 1962 roku osiedlił się w Przemyślu. Początkowo pracował w Spółdzielni Wielobranżowej jako projektant wnętrz i reklam handlowych, później kilka lat w fabryce „Mera-Polna” w dziale głównego konstruktora w charakterze projektanta form przemysłowych. Prezentował także liczne pokazy i ekspozycje wyrobów przemysłowych w Przemyślu i Rzeszowie. W 1967 roku rozpoczął współpracę z nowo powstałym Społecznym Tygodniku „Życie Przemyskie”. Od 1970 roku aż do emerytury zatrudniony był w tym tygodniku jako redaktor graficzny. Współpracował też, jako rysownik, z innymi pismami. W latach 80. był stypendystą Ministerstwa Kultury i Sztuki. W roku 1983 otrzymał nagrodę Prezydenta Przemyśla. Brał udział w krajowych i zagranicznych plenerach, m.in. w Czechosłowacji, Bułgarii i na Węgrzech. Miał kilka wystaw indywidualnych m.in. w Pradze w Ośrodku Kultury Polskiej w roku 1986. Był członkiem Związku Polskich Artystów Plastyków.